# 1994年冬季残疾人奥林匹克运动会俄罗斯代表团
1994年冬季残疾人奥林匹克运动会俄罗斯代表团是俄罗斯派出的1994年冬季残疾人奥林匹克运动会代表团。获得10枚金牌、12枚银牌和8枚铜牌。